# VdM-Dieselring
Der goldene VdM-Dieselring wird seit 1955 jährlich vom Verband der Motorjournalisten e. V. (VdM) an Personen verliehen, die sich besondere Verdienste um die „Hebung der Verkehrssicherheit und die Minderung von Unfallfolgen“ erworben haben. Der Ring wird für ein Jahr verliehen und muss dann zurückgegeben werden. Der Vorbesitzer erhält dafür eine nicht minder kostbare Kopie.
Der Preis erhielt den Namen Dieselring, weil der Goldschmied einen Metallsplitter einer Originalschraube des ersten Versuchsmotors von Rudolf Diesel in die Platte des zu verleihenden goldenen Rings eingearbeitet hat. Am 21. Juni 1954 war dazu im MAN-Werksmuseum in Augsburg ein Teil dieser Schraube vom ersten Diesel-Versuchsmotor abgetrennt worden.

## Preisträger
- 1955: Walter Linden
- 1956: Konsul Erhard Vitger
- 1957: Paul Gülker
- 1958: Hans Bretz
- 1959: Hubert van Drimmelen
- 1960: Rudolf Hillebrecht
- 1961: Fritz Nallinger
- 1962: Ernst Jacobi, Ernst Meyer, Ernst Stiefel
- 1963: Georg Geiger
- 1964: Willi Weyer
- 1965: Wilhelm Leutzbach, Bruno Wehner
- 1966: Johannes Schlums
- 1967: Gerhard Munsch
- 1968: Herrmann Jaeger
- 1969: Rudolf Frey
- 1970: Paul W. Hoffmann
- 1971: Ernst Fiala
- 1972: Richard Zechnall
- 1973: Karl Luff, Siegfried Steiger
- 1974: Maximilian Danner
- 1975: Hans Scherenberg
- 1976: Johann Heinrich von Brunn
- 1977: Manfred Schreiber
- 1978: Richard Spiegel
- 1979: Hans J. Schwepcke, Felix Mottl
- 1980: Konrad Pfundt
- 1981: Gerhardt Schork
- 1982: Fritz Oswald
- 1983: Pater Paul-Heinz Guntermann
- 1984: Udo Undeutsch
- 1985: Rolf Moll
- 1986: Werner Dollinger
- 1987: Berndt Gramberg-Denielsen, Erwin Hartmann
- 1988: Heinrich Praxenthaler
- 1989: Peter Brägas
- 1990: Peter Sefrin
- 1991: Wolfgang Bouska
- 1992: Wolfgang Lincke, Friedrich W. Lohr
- 1993: Eberhard Hemminger
- 1994: Kay-Jürgen Schröder
- 1995: Klaus Langwieder
- 1996: Erika Emmerich
- 1997: Dieter Ellinghaus
- 1998: Rudolf Günther
- 1999: Volker Meewes
- 2000: Armin Müller, Anton Th. van Zanten
- 2001: Max Mosley
- 2002: Bob Lee
- 2003: Manfred Bandmann
- 2004: Dieter Anselm
- 2005: Hans-Joachim Schmidt-Clausen
- 2006: Hartmut Marwitz
- 2007: Peter Hupfer
- 2008: Dieter-Lebrecht Koch
- 2009: Elmar Frickenstein
- 2010: Dietmar Otte
- 2011: Kurt Bodewig
- 2012: Julia Seifert
- 2013: Rodolfo Schöneburg
- 2014: Ulrich Hackenberg
- 2015: Dieter Müller
- 2016: Walter Eichendorf
- 2017: Sven Ennerst
- 2018: Lotta Jakobsson
- 2019: Siegfried Brockmann
- 2021:  Jörg Ahlgrimm
- 2022: Monika Schwill
- 2023: Jürgen Bönninger
- 2024: Wolfram Hell